# Tipula armillata
Tipula armillata är en tvåvingeart som beskrevs av Alexander 1916. Tipula armillata ingår i släktet Tipula och familjen storharkrankar.
Artens utbredningsområde är Colombia. Inga underarter finns listade i Catalogue of Life.